# Trinitarias contemplativas
Las Monjas de la Orden de la Santísima Trinidad y de los Cautivos o Trinitarias Contemplativas (en latín: Ordinis monialium Sanctissimae Trinitatis) forman una orden monástica de vida contemplativa, rama femenina de la Orden de la Santísima Trinidad y de los Cautivos. Reúne las comunidades de monjas de las diferentes ramas trinitarias que ha habido a lo largo de la historia. Las trinitarias hacen vida contemplativa, dedicadas a la oración, el sacrificio y la alabanza de la obra de la Redención de Cristo y la Santísima Trinidad. Las religiosas de esta Orden posponen a sus nombres las siglas: O.SS.T.

## Historia

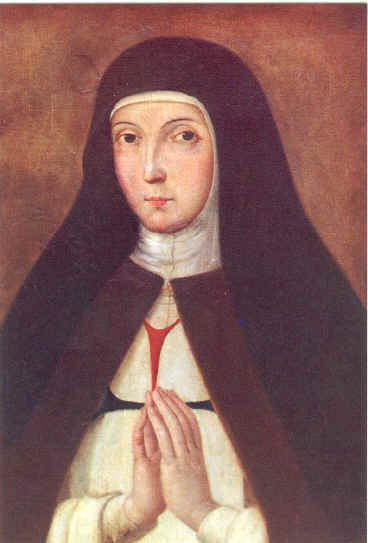
Retrato de Ángela María de la Concepción, reformadora de las monjas trinitarias de El Toboso.

La Orden de la Santísima Trinidad y de los Cautivos fue fundada por san Juan de Mata en el año 1194 y aprobada por Inocencio III en 1198. Desde su fundación fueron apareciendo comunidades femeninas que se vinculaban de un modo u otro a las actividades hospitalarias o caritativas de la Orden, en los inicios se les llamaban sorores, luego aparecieron las beatas y más tardíamente surgieron las monjas, alrededor del siglo XVI, salvo el monasterio de Avingaña que sus orígenes se remontan a mediados del siglo XIII.
Las sorores ayudaron los trinitarios como terciarias laicas, conocidas también como frailas, en sus fundaciones dedicadas a la asistencia a enfermos y necesitados, en hospicios y asilos. Vivían en espacios anejos a los conventos de los frailes, formando comunidades mixtas. Las mujeres se podían comprometer a seguir la regla y buscar la vida de perfección según el carisma de la Orden, pero sin considerar hacer votos públicos o solemnes. Tenían una priora que mantenía el gobierno y dependían de los frailes en lo espiritual y lo material.
Se sabe de la existencia de beaterios formados por mujeres laicas, las beatas, que querían vivir religiosamente en su propia casa, según el carisma de la orden, pero al igual que las sorores sin pronunciar votos. En algunos casos, pasados los cincuenta años, se podían hacer votos, pero a menudo se reducía al compromiso de cumplir con los mandamientos y la regla y constituciones de la orden.

### Monjas trinitarias de Avingaña
Merece atención especial el monasterio de las sorores o hermanas trinitarias de Aviganña, puesto que se convirtió, desde su fundación como comunidad femenina en 1250, en la única rama de monjas de la orden, hasta la aparición de otros monasterios en el siglo XVI.
Juan de Mata, fundador de la Orden de la Santísima Trinidad, aceptó la donación de tierras que el noble Pedro de Bellvís le hizo en 1201 en Avingaña (Seròs, Segriá), en agradecimiento por su liberación, llevada a cabo por los trinitarios. Fundó entonces el primer convento trinitario de la península ibérica. Dicho convento recibió importantes donaciones de la nobleza local.
Las donaciones no fueron suficientes para el mantenimiento de la casa-convento, y en 1236 las deudas de Avingaña eran muy altas. La infanta Constanza de Aragón, hija natural de Pedro II de Aragón y viuda de Guillem Ramon II de Montcada, senescal de Cataluña y señor de Serós. Al enviudar en 1228, quiso hacer vida religiosa y su hermano, el rey Jaime el Conquistador, le aconsejó que fundara una comunidad al convento de Avingaña, para entonces inviable para los trinitarios por las deudas. Los terrenos del monasterio formaba parte de sus propias tierras. El 3 de abril de 1236, Nicolás de Galia, ministro general de la Orden Trinitaria, cedió la casa a la infanta, con todos los bienes y tierras que poseía, a cambio del pago de la deuda y de que la comunidad siguiera la regla y constituciones de la Orden de la Trinidad, menguando el rigor de la orden masculina y exceptuando las reglas relativas al vestido interior y la cama. Además, tenían que reservar la tercera parte de las rentas y beneficios para destinarlos a la redención de cautivos, objetivo fundamental de la orden. La comunidad estaría bajo la jurisdicción de los frailes trinitarios. 
De este modo, el convento se convirtió en monasterio femenino, destinado a la profesión monástica de hijas de nobles. continuaron viviendo los frailes que quedaban para el servicio litúrgico del monasterio, formando una comunidad mixta. Constanza se instaló con doce mujeres más y el 24 de octubre de 1250 empezaron a hacer vida contemplativa.
Se nombró primera priora vitalicia Guillema de Villalta, a pesar de que se había decidido en 1236 que lo sería la infanta; probablemente la avanzada edad de la misma lo debió impedir. Murió poco después, hacia el 1252, y fue sepultada en la iglesia del convento. La comunidad continuó su actividad, siempre bajo la jurisdicción de los trinitarios, y con mucha presencia de monjas de los linajes de Montcada y Foix. Al enriquecimiento del monasterio a los siglos XIII y XIV, siguió un rápido declive hacia el siglo XV, en parte por la mala administración de las tierras y las rentas. La comunidad, siempre de doce monjas, va menguando hasta que en 1529 solo hay dos. Se decide entonces devolver el convento a los frailes, que se instalan el mismo año, extinguiéndose así la comunidad femenina de Avingaña.

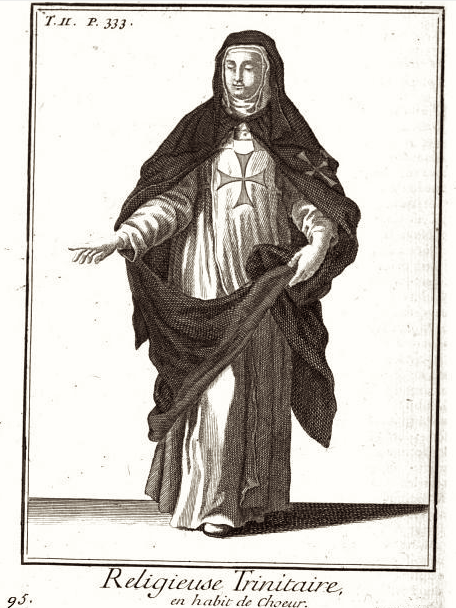
Monja trinitaria calzada, grabado de 1847

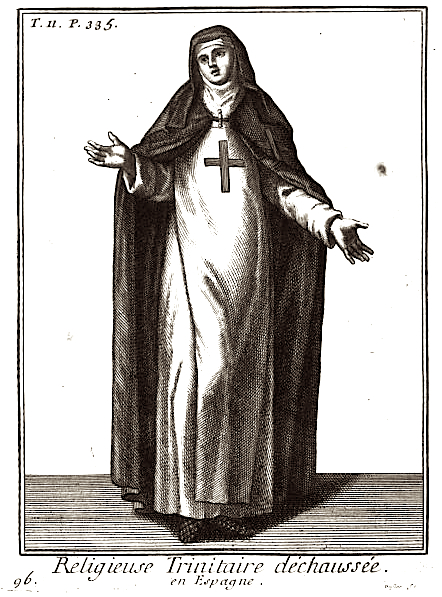
Monja trinitaria descalza, grabado de 1847

### Trinitarias calzadas
También conocidas como Trinitarias de la antigua observancia, el primer monasterio fue el ya mencionado de Avingaña en el siglo XIII, y muy posteriormente surgirán los de Burgos y Valladolid hacia el siglo XIV, como resultado de beaterios trinitarios que con el transcurrir del tiempo se fueron constituyendo en monasterios. 
El florecimiento de monasterios trinitarios no se dio sino durante siglo XVI y al parecer eran solo una realidad en el territorio hispano. En orden cronológico se pueden enumerar Villoruela (Salamanca, 1510), Villena (Alicante, 1524), Badajoz (1540), Alcalá la Real (Jaén, 1560), Andújar (Jaén, 1587), San Clemente (Cuenca, 1588), Martos (Jaén, 1595), la mayoría todavía existentes, y los de Medina del Campo (Valladolid, 1588) y La Rueda (Albacete, 1598), desaparecidos. A partir del siglo XVII se da inicio a una nueva etapa de fundaciones, esta vez en Portugal: Guimaraes (1653), Mocambo (1661) y Braga (1768).

### Trinitarias descalzas
A raíz de la reforma de san Juan Bautista de la Concepción que originó a los Trinitarios descalzos en 1599, aparecen las primeras comunidades femeninas de clausura estricta. El primero de ellos fue abierto en Madrid en 1612, fundación de Francisca Romero Gaitán, continuada por María de Villena. En 1624 el papa aprobó la Regla, que era la de san Juan de Mata sin mitigaciones y adaptadas a la vida de las monjas. A diferencia de las calzadas que dependían de los provinciales trinitarios, las trinitarias descalzas dependían directamente del obispo diocesano. El monasterio de Madrid enseguida se convirtió en uno de los más famosos a causa de su relación con los escritores más famosos del «Siglo de Oro» español; en él fue sepultado Miguel de Cervantes Saavedra, escritor del Don Quijote; y allí vivió La hija de Lope de Vega, Marcela de San Félix, también ella escritora. 
Las Trinitarias descalzas fundaron monasterios en Lima (Perú, 1681), el primero de la Orden en América, en Concepción (1736) y luego en Roma.

### Trinitarias recoletas
En 1680 nace una nueva rama, las Trinitarias Reformadas o Recolectas, fundadas por Ángela María de la Concepción en El Toboso (Toledo), con el ideal de regresar a la observancia de la regla primitiva. La casa fue abierta en 1681 y el papa Inocencio IX aprobó las Constituciones. Estas monjas no se separaron de la Orden Trinitaria calzada, aunque vivía un estilo de vida más austero.
Las Trinitarias recoletas fundaron los monasterios de Suesa (1860), Noya (1871), Suances (1883), Laredo (1884) y Quintanar de la Orden (1957). Las monjas calzadas de Alcalá la Real se pasaron de la antigua observancia a la Reforma de Ángela de la Concepción.

### Unión
A inicios del siglo XX existían diecisiete monasterios de Trinitarias, en sus tres ramas de calzadas, descalzas y recoletas, quince en España, uno en Perú y uno en Chile.
En 1966, los breves pontificios Perfectae Caritatis y Ecclesiae Sanctae reunieron en una única Orden a todas las comunidades contemplativas de trinitarias, teniendo en cuenta su origen común y su servicio a la redención de las almas. Tomaron el nombre común de Monjas de la Orden de la Santísima Trinidad y de los Cautivos, simplemente conocidas como Trinitarias contemplativas. En 1967 se uniformaron en un solo hábito, el de las descalzas.
Doce monasterios españoles se han confederado, manteniendo su independencia comparten rasgos comunes y eligen entre ellas una Madre Federal. Las Trinitarias en la actualidad están presentes en dieciséis monasterios en España, dos en Perú, y uno en cada uno de los siguientes países: Chile, Guatemala, Madagascar, Ecuador, Honduras y Colombia.

## Trinitarias ilustres

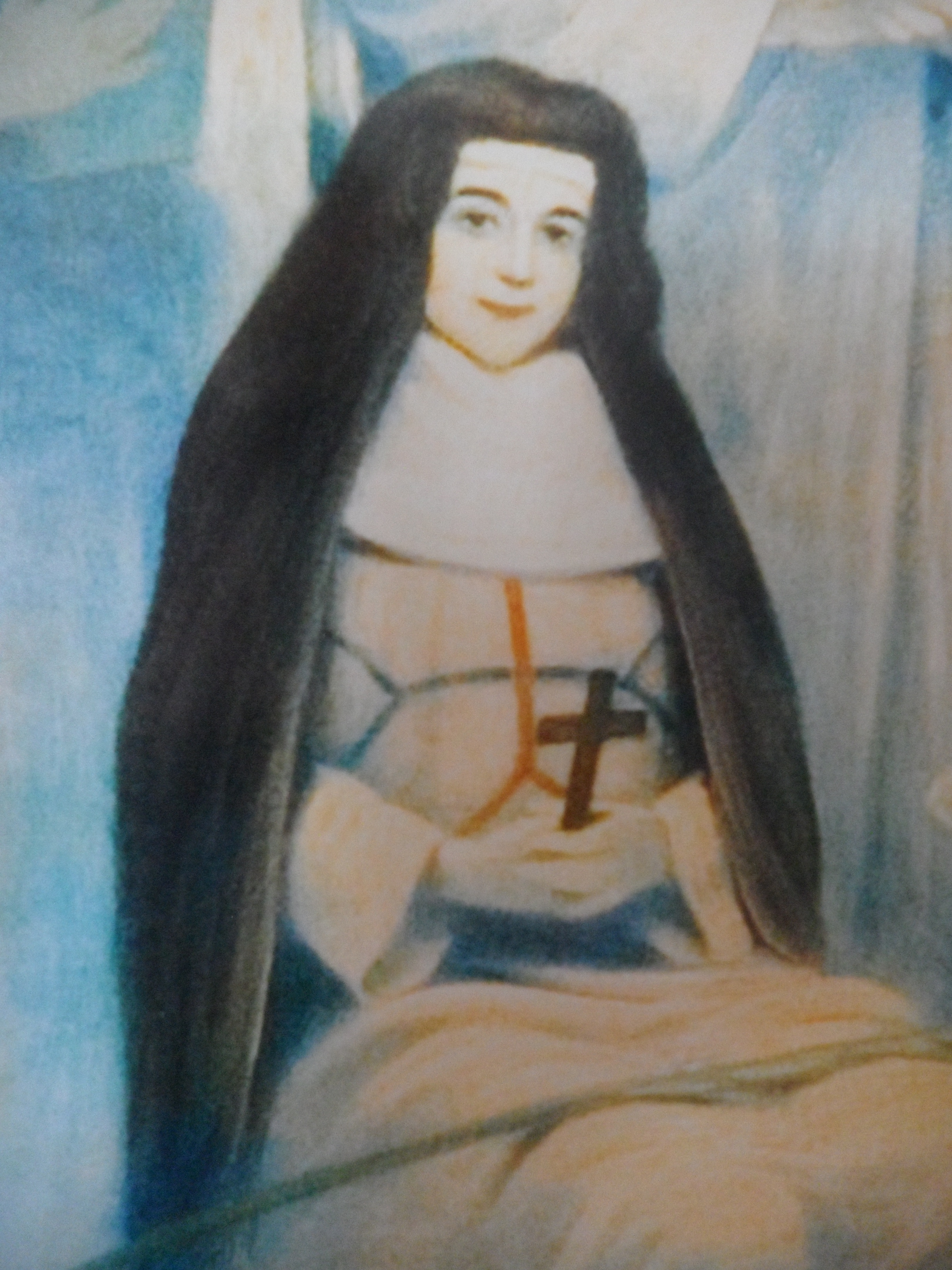
Beata Francisca de la Encarnación. Única monja trinitaria, del monasterio de Martos, que oficialmente ha sido elevada a los altares por la Iglesia católica.

Las monjas trinitarias tienen en gran estima a un gran número de religiosas que forman parte de su historia, entre ellas cabe destacar:
- Constanza de Aragón, fundadora del primer monasterio de trinitarias contemplativas en Avingaña en 1250.
- Laura de San Pedro, considerada santa por algunos pero su culto no es reconocido por la Iglesia católica, mártir de Constantinopla en 1450.
- Ángela María de la Concepción, Sierva de Dios fundadora de las Trinitarias recoletas del monasterio El Toboso (España) en 1680.
- Lucía Diáñez, monja mística del monasterio de Andújar que vivió entre finales del siglo XVII y principios del XVIII.
- Marcela de San Félix, escritora mística española del siglo XVII, hija de Lope de Vega, del monasterio de Madrid.
- Ana de la Santísima Trinidad, fundadora del monasterio de las Trinitarias de Lima en Perú en 1722.
- Francisca de San Gabriel, fundadora del monasterio de Penco en Chile en el siglo XVIII.
- Carmen del Santísimo Sacramento, escritora y periodista del siglo XIX del monasterio de Lope de Vega en Madrid.
- Tomasa del Santísimo Rosario, escritora del siglo XIX del monasterio de Lope de Vega en Madrid.
- Francisca de la Encarnación, beata y mártir de España en el siglo XX, del monasterio de Martos.
- Josefina del Espíritu Santo, martirizada durante la guerra civil de España en siglo XX, procedente del monasterio de Madrid.
- Ángela María del Niño Jesús, martirizada durante la guerra civil española, era del monasterio de Madrid.
- María del Niño Jesús (Marichu), religiosa del monasterio de Laredo que murió con fama de santidad.